# Langhoornkoffervis
De langhoornkoffervis (Lactoria cornuta) is een straalvinnige vis uit de familie van de koffervissen (Ostraciidae). De wetenschappelijke naam werd, als Ostracion cornutus, in 1758 door Linnaeus gepubliceerd in de tiende editie van Systema naturae.

## Type
- syntypes: NRM 8784, ZMUC GA-58
- typelocatie: India

## Kenmerken
Deze tot 46 cm lange vis heeft een hard uitwendig skelet, dat bestaat uit vergroeide benige schubben. Hij heeft boven elk oog een hoornvormig uitsteeksel en twee lange doorns aan weerszijden van de aarsvin. De rugvin staat ver naar achteren, vlak voor de staartwortel. Het lichaam is geel met lichtblauwe vlekken. De staart is blauwachtig en grotendeels transparant. 

## Leefwijze
Het voedsel bestaat uit ongewervelde bodemdieren, die ze met gerichte straaltjes water uit het zand opwoelen.

## Verspreiding en leefgebied
De vis komt voor in de Grote- en Indische Oceaan en de Rode Zee tot een diepte van 100 m, meestal niet dieper dan 50 m. De vis is een kustbewoner, en komt voor in zout tot brak water boven modderige en zandige bodems in de buurt van rotsen en riffen. Ook in havens en estuaria.